# Rổng cúc nhọn
Rổng cúc nhọn hay còn gọi cúc nhọn (danh pháp khoa học: Sonchus asper) là một loài thực vật có hoa trong họ Cúc. Loài này được Carl Linnaeus miêu tả khoa học đầu tiên năm 1753 như một thứ (var.) của Sonchus oleraceus là Sonchus oleraceus var. asper. Năm 1769, John Hill nâng cấp nó thành loài độc lập là Sonchus asper.

## Phân bố
Sonchus asper là loài bản địa châu Âu, Bắc Phi, Tây Á và Siberia. Nó cũng đã du nhập vào các lục địa khác như miền nam châu Phi, Trung Quốc, Đông Nam Á, châu Mỹ, Australia. Nó được coi là một loại cỏ dại độc hại, xâm lấn ở nhiều nơi. Lá ăn được của nó là một loại rau lá ngon miệng và bổ dưỡng.

## Phân loài

### S. aspersubsp.asper
S. asper subsp. asper là phân loài nguyên chủng. Phân bố rộng khắp như của toàn loài.

### S. aspersubsp.glaucescens
S. asper subsp. glaucescens (Jord.) Ball, 1878 (đồng nghĩa: S. glaucescens Jord., 1847) là phân loài bản địa vùng ven Địa Trung Hải cũng như miền tây châu Á từ bán đảo Ả Rập qua Iran, Afghanistan, Pakistan tới dãy núi Himalaya. Cũng ghi nhận ở Sri Lanka, New Guinea và du nhập vào Nam Phi.